# Kulturplatser i al-Ayn
Kulturplatser i al-Ayn är sedan 2011 ett världsarv bestående av 11 platser och 6 oaser kring staden al-Ayn, vid berget Jabal Hafit i Förenade arabemiraten nära gränsen till Oman. Världsarvet vittnar om den mänskliga bosättningen i ökenregionen sedan neolitisk tid.. Följande platser ingår i världsarvet:

## Hafit
| ID         | Namn                                 | Area (ha) | Buffertzon (ha) |
| 1343-001.1 | Jabal Hafits ökenpark                | 3828,52   | 5 909,92        |
| 1343-001.2 | Norra gravarna på Jabal Hafit        | 281,84    | 5 909,92        |
| 1343-001.3 | Gravarna i al-Ayns viltpark          | 65,39     | 166,93          |
| 1343-001.4 | Gravarna på Jabal Hafits västra rygg | 92,86     | 166,93          |
| 1343-001.5 | al-Naqfaryggen                       | 0,78      | 5 909,92        |

## Hili
| ID         | Namn                   | Area (ha) | Buffertzon (ha) |
| 1343-002.1 | Hili arkeologiska park | 193.83    | 518.4           |
| 1343-002.2 | Hili 2                 | 1.71      | 528.4           |
| 1343-002.3 | Hili North Tomb A      | 0.57      | 518.4           |
| 1343-002.4 | Hili North Tomb B      | 0.12      | 518.4           |
| 1343-002.5 | Rumailah               | 5.43      | 518.4           |

## Bidaa Bint Saud
| ID         | Namn            | Area (ha) | Buffertzon (ha) |
| 1343-003.1 | Bidaa Bint Saud | 112.09    | 659.2           |

## Oaser
| ID         | Namn            | Area (ha) | Buffertzon (ha) |
| 1343-004.1 | al-Aynoasen     | 119,78    | 5 909,92        |
| 1343-004.2 | Hilioasen       | 63,55     | 518,4           |
| 1343-004.3 | al-Jimioasen    | 78,81     | 274,73          |
| 1343-004.4 | al-Qattaraoasen | 64,38     | 274,73          |
| 1343-004.5 | Mutaredhoasen   | 24,9      | 43,8            |
| 1343-004.6 | al-Muwaijioasen | 10,89     | 32,48           |